# Albert Montañés
Montañés  Roca est un nom espagnol. Le premier nom de famille, en général paternel, est Montañés ; le second, en général maternel, souvent omis, est Roca.
Albert Montañés Roca, né le 26 novembre 1980 à Sant Carles de la Ràpita, est un joueur de tennis espagnol,  professionnel de 1999 à 2017.
Joueur de terre battue, il a remporté six titres en simple sur le Circuit ATP et a atteint la 22e place mondiale à l'apogée de sa carrière.

## Carrière
Albert Montañés remporte son premier titre Future en 1999 au tournoi d'Elche. L'année suivante il remporte d'autres tournois Future ainsi que son premier Challenger à Prague.
Il fait ses débuts sur le circuit principal en 2001 à Estoril, où il atteint les quarts (défaite contre Juan Carlos Ferrero). Il accède à la finale du tournoi de Bucarest (défaite contre Younès El Aynaoui) et le troisième tour de Roland-Garros. Il intègre le top 100 au cours de cette même année.
Il faut attendre 2004 pour le retrouver en finale (à Valence) et surtout 2008 pour le voir remporter le premier de ses six sacres, lors de la dernière édition de l'Open d'Amersfoort. Entretemps, il intègre le top 50 pour la première fois de sa carrière en 2007.
Le 27 septembre 2009, Albert Montanes, tête de série n° 5, remporte le tournoi sur terre battue de Bucarest face à l'Argentin Juan Monaco (n° 3), à l'issue d'un match très disputé 7-6 (7/2), 7-6 (8/6).
Il réalise sa meilleure année en 2010, qu'il finit à la 25e place mondiale, après notamment une victoire contre Roger Federer, alors numéro 1, à Estoril et Gaël Monfils en finale à Stuttgart. C'est face à ce même adversaire qu'il gagne son sixième et dernier titre ATP, durant l'Open de Nice, en 2013.
Joueur de terre battue avant tout, il a signé tous ses titres et finales sur cette surface (à l'exception d'un titre en double en 2010 à Doha).
Il dispute son dernier tournoi à l'Open de Barcelone 2017, dans lequel il reçoit une invitation (wild card). Son dernier match officiel est une défaite 6-2, 6-2 face à son compatriote Feliciano López.

## Palmarès

### Titres en simple messieurs
| No | Date       | Nom et lieu du tournoi         | Catégorie   | Dotation  | Surface      | Finaliste     | Score          |          |
| -- | ---------- | ------------------------------ | ----------- | --------- | ------------ | ------------- | -------------- | -------- |
| 1  | 14-07-2008 | Dutch Open Tennis, Amersfoort  | Int' Series | 305 000 € | Terre (ext.) | Steve Darcis  | 1-6, 7-5, 6-3  | Parcours |
| 2  | 04-05-2009 | Estoril Open, Estoril          | ATP 250     | 398 250 € | Terre (ext.) | James Blake   | 5-7, 7-66, 6-0 | Parcours |
| 3  | 21-09-2009 | BCR Open Romania, Bucarest     | ATP 250     | 398 250 € | Terre (ext.) | Juan Mónaco   | 7-62, 7-66     | Parcours |
| 4  | 03-05-2010 | Estoril Open, Estoril          | ATP 250     | 398 250 € | Terre (ext.) | Frederico Gil | 6-2, 64-7, 7-5 | Parcours |
| 5  | 12-07-2010 | MercedesCup, Stuttgart         | ATP 250     | 398 250 € | Terre (ext.) | Gaël Monfils  | 6-2, 1-2, ab.  | Parcours |
| 6  | 19-05-2013 | Open de Nice Côte d'Azur, Nice | ATP 250     | 410 200 € | Terre (ext.) | Gaël Monfils  | 6-0, 7-63      | Parcours |

### Finales en simple messieurs
| No | Date       | Nom et lieu du tournoi                      | Catégorie   | Dotation  | Surface      | Vainqueur          | Score         |          |
| -- | ---------- | ------------------------------------------- | ----------- | --------- | ------------ | ------------------ | ------------- | -------- |
| 1  | 10-09-2001 | Gelsor Open Romania, Bucarest               | Int' Series | 375 000 $ | Terre (ext.) | Younès El Aynaoui  | 7-65, 7-62    | Parcours |
| 2  | 12-04-2004 | Open de Tenis Comunidad Valenciana, Valence | Int' Series | 375 000 $ | Terre (ext.) | Fernando Verdasco  | 7-65, 6-3     |          |
| 3  | 21-02-2005 | Abierto Mexicano Telcel, Acapulco           | Series Gold | 618 000 $ | Terre (ext.) | Rafael Nadal       | 6-1, 6-0      | Parcours |
| 4  | 23-04-2007 | Grand-Prix Hassan II, Casablanca            | Int' Series | 391 000 $ | Terre (ext.) | Paul-Henri Mathieu | 6-1, 6-1      | Parcours |
| 5  | 01-08-2011 | bet-at-home Cup, Kitzbühel                  | ATP 250     | 398 250 € | Terre (ext.) | Robin Haase        | 6-4, 4-6, 6-1 | Parcours |

### Titres en double messieurs
| No | Date       | Nom et lieu du tournoi          | Catégorie   | Dotation    | Surface      | Partenaire             | Finalistes                       | Score    |          |
| -- | ---------- | ------------------------------- | ----------- | ----------- | ------------ | ---------------------- | -------------------------------- | -------- | -------- |
| 1  | 19-05-2008 | Grand-Prix Hassan II Casablanca | Int' Series | 349 000 €   | Terre (ext.) | Santiago Ventura       | James Cerretani Todd Perry       | 6-1, 6-2 | Parcours |
| 2  | 04-01-2010 | Qatar ExxonMobil Open Doha      | ATP 250     | 1 024 000 $ | Dur (ext.)   | Guillermo García-López | František Čermák Michal Mertiňák | 6-4, 7-5 | Parcours |

### Finales en double messieurs
| No | Date       | Nom et lieu du tournoi      | Catégorie   | Dotation  | Surface      | Vainqueurs                      | Partenaire            | Score            |          |
| -- | ---------- | --------------------------- | ----------- | --------- | ------------ | ------------------------------- | --------------------- | ---------------- | -------- |
| 1  | 29-01-2007 | Movistar Open Viña del Mar  | Int' Series | 423 000 $ | Terre (ext.) | Paul Capdeville Óscar Hernández | Rubén Ramírez Hidalgo | 4-6, 6-4, [10-6] | Parcours |
| 2  | 12-02-2007 | Brasil Open Costa do Sauípe | Int' Series | 431 000 $ | Terre (ext.) | Lukáš Dlouhý Pavel Vízner       | Rubén Ramírez Hidalgo | 6-2, 7-64        | Parcours |
| 3  | 19-02-2007 | Copa Telmex Buenos Aires    | Int' Series | 420 000 $ | Terre (ext.) | Sebastián Prieto Martín García  | Rubén Ramírez Hidalgo | 6-4, 6-2         | Parcours |
| 4  | 11-02-2008 | Brasil Open Costa do Sauípe | Int' Series | 460 000 $ | Terre (ext.) | Marcelo Melo André Sá           | Santiago Ventura      | 4-6, 6-2, [10-7] | Parcours |

## Parcours dans les tournois duGrand Chelem

### En simple
| Année | Open d'Australie | Open d'Australie | Internationaux de France | Internationaux de France | Wimbledon       | Wimbledon      | US Open         | US Open           |
| ----- | ---------------- | ---------------- | ------------------------ | ------------------------ | --------------- | -------------- | --------------- | ----------------- |
| 2001  | —                | —                | 3e tour (1/16)           | F. Squillari             | —               | —              | —               | —                 |
| 2002  | 1er tour (1/64)  | R. Delgado       | 3e tour (1/16)           | A. Pavel                 | 1er tour (1/64) | A. Clément     | 1er tour (1/64) | X. Malisse        |
| 2003  | 2e tour (1/32)   | M. Safin         | 1er tour (1/64)          | D. Nalbandian            | 1er tour (1/64) | L. Burgsmüller | 1er tour (1/64) | W. Moodie         |
| 2004  | 1er tour (1/64)  | J. C. Ferrero    | —                        | —                        | 2e tour (1/32)  | A. Popp        | 1er tour (1/64) | M. Youzhny        |
| 2005  | 1er tour (1/64)  | C. Rochus        | 2e tour (1/32)           | G. Cañas                 | 1er tour (1/64) | J. Johansson   | 2e tour (1/32)  | O. Rochus         |
| 2006  | 1er tour (1/64)  | S. Wawrinka      | 3e tour (1/16)           | M. Ančić                 | 1er tour (1/64) | T. Zíb         | 1er tour (1/64) | L. Hewitt         |
| 2007  | 1er tour (1/64)  | T. Haas          | 3e tour (1/16)           | R. Nadal                 | 1er tour (1/64) | M. Berrer      | 1er tour (1/64) | F. Santoro        |
| 2008  | 1er tour (1/64)  | A. Jones         | 2e tour (1/32)           | R. Federer               | 2e tour (1/32)  | L. Hewitt      | 1er tour (1/64) | V. Hănescu        |
| 2009  | 1er tour (1/64)  | E. Gulbis        | 1er tour (1/64)          | J. Tipsarević            | 3e tour (1/16)  | F. Verdasco    | 1er tour (1/64) | R. Söderling      |
| 2010  | 3e tour (1/16)   | R. Federer       | 3e tour (1/16)           | R. Söderling             | 3e tour (1/16)  | N. Djokovic    | 1/8 de finale   | R. Söderling      |
| 2011  | 2e tour (1/32)   | X. Malisse       | 1/8 de finale            | F. Fognini               | 1er tour (1/64) | A. Seppi       | 1er tour (1/64) | M. Kukushkin      |
| 2012  | 1er tour (1/64)  | P. Riba          | 1er tour (1/64)          | J. M. del Potro          | 1er tour (1/64) | M. Baghdatís   | 1er tour (1/64) | R. Gasquet        |
| 2013  | 1er tour (1/64)  | R. Gasquet       | 2e tour (1/32)           | D. Ferrer                | 1er tour (1/64) | A. Kuznetsov   | 1er tour (1/64) | É. Roger-Vasselin |
| 2014  | 1er tour (1/64)  | L. Mayer         | 1er tour (1/64)          | K. de Schepper           | —               | —              | 1er tour (1/64) | L. Mayer          |
| 2016  | —                | —                | 1er tour (1/64)          | Ivo Karlović             | 1er tour (1/64) | John Millman   | —               | —                 |

N.B. : à droite du résultat se trouve le nom de l'ultime adversaire.

### En double
| Année | Open d'Australie                | Open d'Australie            | Internationaux de France        | Internationaux de France | Wimbledon                       | Wimbledon                 | US Open                         | US Open                     |
| ----- | ------------------------------- | --------------------------- | ------------------------------- | ------------------------ | ------------------------------- | ------------------------- | ------------------------------- | --------------------------- |
| 2003  | 1er tour (1/32) F. Vicente      | N. Healey J. Kerr           | —                               | —                        | —                               | —                         | —                               | —                           |
| 2004  | —                               | —                           | 1er tour (1/32) D. Sánchez      | J. Palmer P. Vízner      | 1er tour (1/32) A. Martín       | J. Björkman T. Woodbridge | —                               | —                           |
| 2005  | —                               | —                           | —                               | —                        | —                               | —                         | —                               | —                           |
| 2006  | 1er tour (1/32) J. Mónaco       | J. Erlich A. Ram            | —                               | —                        | —                               | —                         | 1er tour (1/32) R. Ramírez      | J. Coetzee R. Wassen        |
| 2007  | —                               | —                           | 1er tour (1/32) R. Ramírez      | J. Coetzee R. Wassen     | 1er tour (1/32) R. Ramírez      | S. Lipsky D. Martin       | 1er tour (1/32) R. Ramírez      | F. Čermák L. Friedl         |
| 2008  | 1er tour (1/32) Ó. Hernández    | S. Lipsky D. Martin         | 2e tour (1/16) S. Roitman       | J. Björkman K. Ullyett   | 1er tour (1/32) Ó. Hernández    | C. Kas R. Wassen          | 1er tour (1/32) Ó. Hernández    | L. Dlouhý L. Paes           |
| 2009  | 1er tour (1/32) Ó. Hernández    | P. Hanley J. Kerr           | 1er tour (1/32) Ó. Hernández    | J. Knowle J. Melzer      | 1er tour (1/32) Ó. Hernández    | J. Cerretani V. Hănescu   | 2e tour (1/16) Ó. Hernández     | G. García-López O. Rochus   |
| 2010  | 2e tour (1/16) M. Vassallo      | D. Nestor N. Zimonjić       | 1er tour (1/32) G. García-López | W. Moodie D. Norman      | 1er tour (1/32) G. García-López | S. Aspelin P. Hanley      | 1er tour (1/32) G. García-López | M. Fyrstenberg M. Matkowski |
| 2011  | 1er tour (1/32) G. García-López | M. Fyrstenberg M. Matkowski | 1er tour (1/32) G. García-López | D. Brown M. Kohlmann     | 1er tour (1/32) G. García-López | M. Melo B. Soares         | 1er tour (1/32) G. García-López | M. Granollers M. López      |
| 2012  | 1er tour (1/32) A. Ramos        | S. Lipsky R. Ram            | 1er tour (1/32) M. Granollers   | E. Butorac B. Soares     | —                               | —                         | —                               | —                           |
| 2013  | —                               | —                           | —                               | —                        | —                               | —                         | 2e tour (1/16) T. Robredo       | D. Nestor V. Pospisil       |

N.B. : le nom du ou de la partenaire se trouve sous le résultat ; le nom des ultimes adversaires se trouve à droite.

## Parcours dans lesMasters 1000
| Année | Indian Wells              | Miami                   | Monte-Carlo               | Rome                   | Hambourg puis Madrid      | Canada              | Cincinnati          | Madrid puis Shanghai | Paris                |
| ----- | ------------------------- | ----------------------- | ------------------------- | ---------------------- | ------------------------- | ------------------- | ------------------- | -------------------- | -------------------- |
| 2002  | —                         | 2e tour F. Mantilla     | 1er tour S. Koubek        | 1/8 de finale A. Costa | 1er tour J. Boutter       | —                   | —                   | —                    | —                    |
| 2003  | —                         | 1er tour D. Sanguinetti | —                         | —                      | —                         | —                   | —                   | —                    | —                    |
| 2004  | —                         | —                       | —                         | —                      | —                         | —                   | —                   | —                    | —                    |
| 2005  | —                         | —                       | 2e tour R. Federer        | 1er tour A. Costa      | —                         | —                   | —                   | —                    | —                    |
| 2006  | —                         | 2e tour D. Ferrer       | —                         | —                      | —                         | —                   | —                   | —                    | —                    |
| 2007  | —                         | 1er tour A. Clément     | —                         | 2e tour T. Berdych     | —                         | —                   | —                   | 1er tour F. Verdasco | 1er tour F. Santoro  |
| 2008  | 1er tour V. Hănescu       | 2e tour J. C. Ferrero   | —                         | —                      | 1/4 de finale N. Djokovic | —                   | —                   | 1er tour F. López    | —                    |
| 2009  | 2e tour A. Murray         | 2e tour B. Phau         | 1/8 de finale N. Djokovic | 2e tour N. Djokovic    | 1er tour J. Melzer        | —                   | —                   | —                    | 2e tour J.-W. Tsonga |
| 2010  | 3e tour J.-W. Tsonga      | 2e tour F. Serra        | 1/4 de finale F. Verdasco | 1er tour P. Lorenzi    | 1er tour E. Gulbis        | —                   | —                   | 1er tour T. Robredo  | 1er tour F. Serra    |
| 2011  | 1/8 de finale I. Karlović | 2e tour F. Mayer        | 2e tour G. Simon          | 1er tour R. Gasquet    | 1er tour S. Stakhovsky    | 1er tour M. Russell | 1er tour N. Almagro | 2e tour G. Simon     | —                    |
| 2012  | —                         | —                       | 2e tour J. Tipsarević     | —                      | 1er tour M. Čilić         | —                   | —                   | —                    | —                    |
| 2013  | —                         | —                       | 2e tour S. Wawrinka       | 2e tour N. Djokovic    | —                         | —                   | —                   | 1er tour T. Robredo  | —                    |
| 2014  | —                         | 2e tour G. Dimitrov     | 2e tour N. Djokovic       | —                      | —                         | —                   | —                   | —                    | —                    |

N.B. : sous le résultat se trouve le nom de l’ultime adversaire.

## Classements ATP en fin de saison
| Année          | 1998 | 1999 | 2000 | 2001 | 2002 | 2003 | 2004 | 2005 | 2006 | 2007 | 2008 | 2009 | 2010 | 2011 | 2012 | 2013 | 2014 | 2015 | 2016 |
| Rang en simple | 790  | 296  | 175  | 65   | 80   | 81   | 95   | 74   | 86   | 46   | 46   | 31   | 25   | 53   | 94   | 64   | 108  | 116  | 164  |
| Rang en double |      | 933  | 1012 | 1210 | 1225 | 302  | 305  | 671  | 233  | 88   | 102  | 109  | 141  | 276  | -    | 560  | 803  | 413  | 725  |

Source : (en) Classements de Albert Montañés sur le site officiel de la Fédération internationale de tennis